# Eduardo Estibariz
Eduardo Estíbariz Ruiz de Eguilaz (Vitoria, Álava, 27 de mayo de 1966) es un exfutbolista español que jugaba de lateral derecho o centrocampista.
También ejerció como preparador físico en la cantera del Athletic Club.

## Trayectoria
Natural del barrio vitoriano de Adurtza, se formó en las categorías inferiores del CD San Ignacio. En dicho equipo compartió equipo con Mikel Valverde, hermano de Ernesto Valverde, que vivían en el mismo barrio. En la temporada 1984-85 jugó con el Aurrera de Vitoria de Regional Preferente. En verano de 1985 se marchó al Deportivo Alavés, que se encontraba en Segunda B. Permaneció dos campañas en el club babazorro, la segunda de ellas en Tercera División tras el descenso que sufrió el club vitoriano por impagos.
En verano de 1987 se marchó al Sestao Sport Club de Segunda División. En enero de 1989 fichó por el Athletic Club merced a su buen rendimiento. El 11 de febrero debutó como titular con el equipo vizcaíno, en Primera División, en un empate a uno ante el Atlético de Madrid. A pesar de permanecer ocho temporadas y media en el club bilbaíno, nunca consiguió hacerse un hueco como titular ya que tuvo una dura competencia con Lakabeg, Tabuenka, Larrainzar y Óscar Vales. En ese período disputó 148 encuentros y anotó dos tantos.
En verano de 1997 se incorporó al Rayo Vallecano de Segunda División. Con el equipo madrileño consiguió la titularidad y, en 1999, consiguió el ascenso a Primera División.
Se retiró en 2001 después de jugar una temporada, en Segunda B, con el Aurrera Vitoria. En 2002 regresó al Athletic Club para trabajar como preparador físico.

## Clubes
| Club               | País   | Año         |
| ------------------ | ------ | ----------- |
| Aurrerá de Vitoria | España | 1984 - 1985 |
| Deportivo Alavés   | España | 1985 - 1987 |
| Sestao Sport Club  | España | 1987 - 1989 |
| Athletic Club      | España | 1989 - 1997 |
| Rayo Vallecano     | España | 1997 - 2000 |
| Aurrerá de Vitoria | España | 2000 - 2001 |